# ツゲ属
ツゲ属(Buxus)は、ツゲ科の属で、科を代表する属である。

## 名称の由来
古いラテン語およびギリシャ語に由来し、「箱」を意味するboxも同じ語源である。

## 分布
アジア・ヨーロッパ・北アフリカ・西インド諸島と中米地方に分布する。分布域はほぼ北半球の暖帯から温帯地方といってもよい。種の数については、分類の仕方によって開きがあり、30～70種とされている。

## 性状
ツゲの変種であるクサツゲのように、樹高30cm足らずのものもあるが、おおむね樹高数メートルの常緑低木または小高木である。枝はよく分枝する。葉は革質で光沢があり、全縁で対生する。葉の小さなものが多い。花は雌雄同株で、一つの雌花を数個の雄花が取り囲むようにつき、花弁はなく、あまり目立たない。

## 利用
材は光沢があり、緻密で美しく、様々な細工物に利用されている。また、比較的強健で刈り込みによく耐えることから、庭木としてもよく使われている。

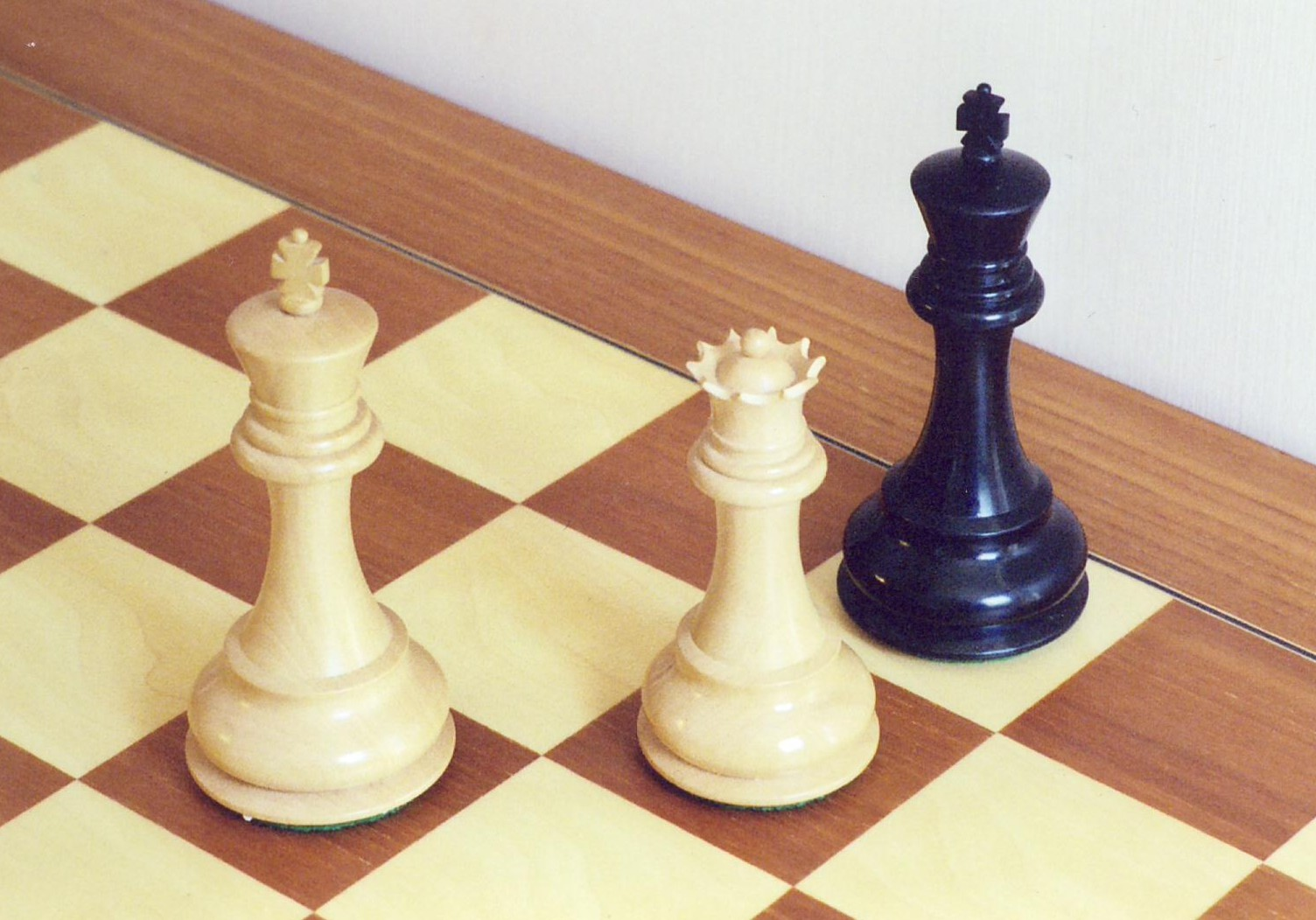
ツゲ属の木で造られたチェスの駒。黒い駒は光沢がつけられているため、象牙のようにも見える。